# Julgamento do Derg
Julgamento do Derg ou Julgamento do Terror Vermelho Etíope refere-se aos julgamentos dos membros do Derg, a junta militar que governou a Etiópia de 1974 a 1987.
Em 12 de dezembro de 2006, o Supremo Tribunal Federal da Etiópia considerou culpados 77 altos funcionários do Derg acusados pelo governo da Frente Democrática Revolucionária do Povo Etíope pelo Terror Vermelho (1976-1978). O chefe do Derg, Mengistu Haile Mariam (no cargo entre 1977-1991), que fugiu para o Zimbábue, e outros 22 membros do Derg foram condenados à revelia à prisão perpétua em 11 de janeiro de 2007.
De modo geral, o Derg foi acusado de violações de direitos humanos, incluindo genocídio, crimes contra a humanidade, tortura, estupro e desaparecimentos forçados. A Procuradoria Especializada foi criada em 1992 para investigar violações de direitos humanos cometidas no regime Derg e o primeiro julgamento começou em 1994.

## Contexto
Em novembro de 1974, a execução de 60 funcionários do antigo governo de Haile Selassie sem julgamento iniciou uma fase de dezessete anos de repressão política no país. De 1975 a 1988, ocorreram violações de direitos humanos caracterizadas pela "lei da selva". Em 1 de maio de 1977, um partido político de esquerda, o Partido Revolucionário do Povo Etíope, composto principalmente por civis, começou a se manifestar contra o governo Derg em uma campanha nacional, ao qual o Derg respondeu massacrando centenas de jovens em 29 de abril de 1977, conhecido como "Massacre do Dia de Maio". De acordo com uma testemunha, 1.000 pessoas foram sumariamente executadas em 16 de maio e seus cadáveres foram destruídos por hienas à noite.
Para recuperar os cadáveres, as famílias tinham que pagar tributos pelos jovens parentes de acordo com a quantidade de balas usadas para matá-los. Em julho de 1977, o Derg abriu outra campanha chamada Zemene Menter, para pessoas que foram rotuladas como "antirrevolucionárias", resultando em 1.000 mortes e na detenção de 1.503 pessoas por suposto apoio ao grupo rebelde.

## Julgamentos
Após sua derrota em Adis Abeba em 28 de maio de 1991, a coalizão rebelde e futuro partido governante, a Frente Democrática Revolucionária do Povo Etíope, começou a deter aproximadamente 1.900 membros do Derg. Em meio ao governo de transição em 1992, a Procuradoria Especializada foi iniciada para investigar violações de direitos humanos e apresentou a primeira acusação contra 73 funcionários do Derg ao Supremo Tribunal Central em outubro de 1994. Esses julgamentos foram os primeiros na África sem o envolvimento da comunidade internacional, ao contrário dos contemporâneos genocídio ruandês e do genocídio bósnio. Em 1997, apresentou acusações contra 5.198 funcionários públicos e militares, no que é chamado de "julgamentos do Terror Vermelho". Dos 5.198 réus, 2.246 foram indiciados enquanto estavam detidos e 2.952 foram indiciados à revelia.
Em 13 de agosto de 2004, 33 ex-funcionários do alto escalão do Derg foram apresentados em julgamento por genocídio e outras violações de direitos humanos durante o Terror Vermelho. Os funcionários pediram clemência ao primeiro-ministro Meles Zenawi em um fórum para "implorar ao público etíope por seu perdão pelos erros cometidos conscientemente ou inconscientemente" durante o regime de Derg. Nenhuma resposta oficial feita pelo governo até a data. O julgamento do Terror Vermelho incluiu graves violações dos direitos humanos, incluindo genocídio, crime contra a humanidade, tortura, estupro e desaparecimentos forçados que seriam puníveis de acordo com o artigo 7 da Declaração Universal dos Direitos Humanos, o artigo 26 do Pacto Internacional dos Direitos Civis e Políticos como bem como o artigo 3º da Carta Africana dos Direitos Humanos e dos Povos, todos os quais fazem parte do direito etíope.
O julgamento do Terror Vermelho enfrentou dificuldades em sua progressão devido a vários motivos. O órgão judiciário permaneceu para o executivo. Quando o governo de transição demitiu a maioria dos juízes responsáveis por supostas ligações com os políticos do Derg, houve uma escassez de juízes qualificados e experientes, levando ao emprego de juízes inexperientes e pouco treinados dos estados regionais. Em Adis Abeba, também havia escassez de materiais legais para o trabalho. A Procuradoria Especializada também sofria com a falta de pessoal qualificado e recursos financeiros para realizar investigações, especialmente para investigar os casos de violência grave durante o Terror Vermelho.
Em 12 de dezembro de 2006, o Supremo Tribunal Federal considerou culpados um total de 55 dirigentes do Partido dos Trabalhadores da Etiópia, dos quais 22, incluindo Mengistu Haile Mariam que fugiu para o Zimbábue, foram condenados à revelia. Eles foram acusados de crime contra a humanidade e condenados de prisão perpétua a 23 anos de punição rigorosa em 11 de janeiro de 2007.
Em 26 de maio de 2008, o julgamento foi encerrado com a maioria dos funcionários sendo condenados à morte. Em 4 de outubro de 2011, 16 funcionários do Derg foram libertados pelo governo após vinte anos de encarceramento.